# Casinaria geometrae
Casinaria geometrae là một loài tò vò trong họ Ichneumonidae.